# Edith Kiel
Edith Kiel (Berlijn, 30 juni 1904 - 12 september 1993) speelde drie decennia lang een belangrijke rol in de Vlaamse filmgeschiedenis als scenariste,  regisseur, editor en producent voor talrijke Vlaamse komedies en volksfilms. Ze werkte vooral samen met haar levensgezel Jan Vanderheyden en met Jef Bruyninckx. Na haar Vlaamse filmperiode, schrijft ze nog scenario's voor de Duitse televisie.

## Loopbaan
Kiel werkt in Berlijn voor de Duitse filmproducent Universum Film AG (UFA), wanneer ze Jan Vanderheyden leert kennen. Ze beginnen een relatie die tot aan Vanderheydens dood zal blijven duren. Ze komt mee naar België, en schrijft, op basis van de bekende roman van Ernest Claes haar eerste scenario voor Vanderheydens film De Witte in 1934. Ze neemt ook de regie voor haar rekening, al krijgt ze daar formeel geen erkenning voor. Ook in latere films van Vanderheyden zou ze een groot aandeel hebben in de scenario's, montage maar ook in de regie. Dat ze achter de schermen werkte en publiek enkel vermeld werd als medewerkster of secretaresse van Vanderheyden, had verscheidene oorzaken. Het was in die periode niet vanzelfsprekend dat een vrouw een leidinggevende functie waarnam. Dat een Duitse vrouw de drijvende kracht achter de eerste Vlaamse klankfilms was, lag problematisch. Dat ze ongehuwd samenwoonde met Vanderheyden en uit Duitsland een 'natuurlijk' kind had meegebracht maakte het nog ingewikkelder.. (Vanderheyden was niet de vader van Kiels dochter Gisela, maar zorgde er wel mee voor.) In de loop van de jaren dertig maken Kiel en Vanderheyden een reeks Vlaamse volksfilms die een unicum vormen: er is geen concurrentie, niemand anders maakt Vlaams gesproken volksfilms. Filmrecensenten laten zich zeer kritisch uit over deze films, maar het publiek reageert enthousiast. Kiel en Vanderheyden zorgen er samen voor dat de 'Jan Vanderheyden film' een begrip wordt.
Tijdens de Tweede Wereldoorlog ondersteunt Jan Vanderheyden, als 'Leider' van het zogenaamde Filmgilde, de Duitse filmpolitiek. Kiel en Vanderheyen varen er economisch wel bij, maar beseffen op het einde van de oorlog dat ze in moeilijke papieren zitten en vluchten naar Duitsland. Vanderheyden keert uiteindelijk terug en wordt veroordeeld wegens collaboratie. Kiel werkt een aantal jaren in Duitsland, maar keert terug zodra Vanderheyden wordt vrijgelaten, in 1951. Financiers die nog steeds een markt zien voor het soort films dat Kiel en Vanderheyden maakten, richten in 1952 de Antwerpse Filmonderneming (AFO) op. Kiel en Vanderheyden gaan opnieuw Vlaamse volksfilms maken. Maar nu Vanderheyden "verbrand" is, kan Kiel wel als scenariste en regisseuse worden genoemd. De films, die ze daarna draaide, kregen wel vaak kritiek in de pers, maar meestal vielen de films in de smaak bij het publiek en raakte de productie wel uit de kosten.
In het algemeen maakte Kiel de keuze voor het haalbare met haar beperkte budgetten. De omstandigheden van crisis, wereldoorlog en wederopbouw maakte ook dat er in de jaren dertig tot vijftig wel een behoefte was aan luchtige, ontspannende komediefilms. Kiel bleef ook een beroep doen op bekende Vlaamse acteurs, die vaak hun eerste filmervaring opdeden in een van haar films. Voor de muziek ging ze vooral naar Jos Van der Smissen, Rudof Perak en Jeff Derwey. Vanaf 1954 filmt ze in haar eigen studio in de Herentalsebaan in Deurne. Door de opkomst van de televisie verdwenen meer en meer filmzalen, en kwamen steeds minder inkomsten terecht bij de producent. Ook vulde de televisie, onder meer met reeksen zoals Schipper naast Mathilde meer en meer de behoefte aan herkenbare, Vlaamse en volkse komedies in. Wanneer dan in 1961 ook Jan Vanderheyden overlijdt, stopt Kiel met de productie van dit genre volksfilms.

## Films
Edith Kiel regisseerde volgende films :
- Een aardig geval (1941)
- Uit hetzelfde nest (1952)
- De moedige bruidegom (1952)
- Schipperskwartier (1953)
- Sinjorenbloed (1953)
- De Hemel op aarde (1954)
- De spotvogel (1954)
- Min of meer (1955)
- De bruid zonder bed (1955)
- Boevenprinses (1956)
- Mijn man doet dat niet (1956)
- Rendez-vous in het paradijs (1957)
- Het meisje en de madonna (1958)
- Een zonde waard (1959)
- De duivel te slim (1960)
- Hoe zotter hoe liever (1960)
- De stille genieter (1961)